# Hălărești
Hălărești – wieś w Rumunii, w okręgu Vaslui, w gminie Iana. W 2011 roku liczyła 970 mieszkańców.